# Нениэль-Польмаркылькы
Нениэль-Польмаркылькы (устар. Неналь-Польморгаль-Кы) — река в России, протекает по территории Ямало-Ненецкого автономного округа. Устье реки находится в 60 км по левому берегу реки Польмаркылькы. Длина реки составляет 19 км.

## Данные водного реестра
По данным государственного водного реестра России относится к Нижнеобскому бассейновому округу, водохозяйственный участок реки — Таз. Речной бассейн реки — Таз.
Код объекта в государственном водном реестре — 15050000112115300067974.